# Dekanovec
Dekanovec är en ort i Kroatien.   Den ligger i länet Međimurje, i den nordöstra delen av landet, 80 km nordost om huvudstaden Zagreb. Dekanovec ligger 152 meter över havet och antalet invånare är 836.
Terrängen runt Dekanovec är platt. Runt Dekanovec är det ganska glesbefolkat, med 36 invånare per kvadratkilometer. Närmaste större samhälle är Čakovec, 13,6 km sydväst om Dekanovec. Trakten runt Dekanovec består till största delen av jordbruksmark.